# Сказка о мёртвой царевне и о семи богатырях (мультфильм)
«Сказка о мёртвой царевне и о семи богатырях» — советский рисованный мультипликационный фильм, выпущенный студией «Союзмультфильм» в 1951 году, экранизация одноимённой сказки-поэмы (1833) Александра Пушкина.

## Сюжет
Жили-были царь и царица. Царь уехал на год. Пока он отсутствовал, у его жены родилась дочь. Царица умирает, когда царь возвращается домой. Он горюет, но проходит год, и во дворце появляется новая царица. Она очень красивая, но жестокая, своенравная и завистливая. У этой царицы есть волшебное зеркальце, которое разговаривает с ней. Когда царица смотрится в зеркальце, она спрашивает у него:

Свет мой, зеркальце! скажи

Да всю правду доложи:

Я ль на свете всех милее,

Всех румяней и белее?

Из года в год зеркальце отвечает, что на всём свете нет никого прекраснее царицы. Но идут годы, и царица уже не молода. А вот её падчерица, наоборот, подрастает и становится всё прекраснее. В один прекрасный день зеркало заявляет царице, что она красива, но есть та, которая гораздо красивее:

Ты прекрасна, спору нет;

Но царевна всех милее,

Всех румяней и белее.

Натура царицы даёт о себе знать, и зависть к главной героине не имеет пределов. Царица зовёт свою служанку Чернавку и приказывает ей:

Ты царевну в глушь лесную

Уведи; связав, живую

Под сосной оставишь там

На съедение волкам.

Выполняя приказ царицы, Чернавка ведёт царевну в лес, но не желает ей зла. Она только исполняет приказ хозяйки и поэтому отпускает царевну. Затем Чернавка возвращается к царице и сообщает ей о гибели царевны.
Царь, узнав о пропаже дочери, горюет. Жених царевны, королевич Елисей, отправляется по свету на поиски пропавшей невесты.
Царевна, которая после ухода Чернавки долго бродила по дремучему лесу, вдруг в глухой чащобе увидела большой дом. Она вошла туда, но в покоях никого не оказалось. К вечеру появляются хозяева — семь братьев-богатырей. Царевна рассказывает им, что с ней случилось, и богатыри оставляют её жить в их доме.
Главная героиня ведёт хозяйство по дому. Богатыри, которым понравилась девица, предлагают ей выбрать одного из них в мужья. Царевна отвечает, что ей все богатыри милы, но у неё уже есть жених, и она вынуждена отказать.
Тем временем царица, будучи уверена, что падчерицы давно нет в живых, спрашивает у зеркальца:

Я ль на свете всех милее,

Всех румяней и белее?

Зеркало отвечает, что царица, без сомнений, прекрасна, но царевна всё равно красивее. Тогда царица решает сама покончить с падчерицей. Она переодевается старухой, идёт в лес искать царевну и находит дом семи богатырей. Царевна не узнаёт мачеху, жалеет старуху и даёт ей милостыню. Только сторожевой пёс надрывно лает на старуху. Царица даёт падчерице отравленное яблоко. Пёс пытается остановить последнюю, но тщетно. Тогда он бросается за помощью к богатырям. Те быстро приезжают домой, но уже поздно — царевна мертва. Желая показать хозяевам причину её смерти, пёс хватает отравленное яблоко в зубы и тоже умирает. Богатыри осознают, что царевну отравили. Позднее они положат её в хрустальный гроб, который подвесят в горной пещере.
Довольная царица слышит от зеркальца долгожданный ответ, что она прекраснее всех на свете.
Елисей ищет царевну по всему белому свету, но нигде нет его невесты. Тогда он обращается за помощью к тем, кто всё видит, — к солнцу, месяцу и ветру. Солнце и месяц ничего не знают о пропавшей царевне. А ветер даёт Елисею печальный ответ:

Там за речкой тихоструйной

Есть высокая гора,

В ней глубокая нора;

В той норе, во тьме печальной,

Гроб качается хрустальный

На цепях между столбов.

Не видать ничьих следов

Вкруг того пустого места,

В том гробу твоя невеста.

Опечаленный Елисей едет посмотреть на свою невесту и целует её, отчего царевна просыпается. Счастливые влюблённые возвращаются домой, чтобы сыграть свадьбу. В это время царица спрашивает у зеркальца, кто прекрасней всех на свете, и в очередной раз слышит, что царевна прекраснее неё. В приступе ярости мачеха разбивает вдребезги зеркальце, а при личной встрече с царевной умирает с тоски. Мультфильм заканчивается свадьбой царевны и королевича Елисея, на которой, видимо, присутствуют названые братья царевны — семь богатырей.

## Создатели
- Сценарий: Ивана Иванова-Вано, Юрия Олеша
- Музыка: Юрия Никольского
- Режиссёр-постановщик: Иван Иванов-Вано
- Второй режиссёр: Александра Снежко-Блоцкая
- Главный художник: Лев Мильчин
- Второй художник: Виктор Никитин
- Оператор: Николай Воинов
- Звукооператор: Николай Прилуцкий
- Ассистенты художника: Лидия Модель, А. Дураков
- Художники-декораторы: Галина Невзорова, Дмитрий Анпилов, Ирина Светлица, Ирина Троянова
- Технические ассистенты: Нина Орлова, В. Свешникова, Фёдор Гольдштейн
- Монтажница: Нина Майорова
- Художники-мультипликаторы:
  - Владимир Арбеков
  - Надежда Привалова
  - Борис Бутаков
  - Лидия Резцова
  - Фаина Епифанова
  - Иосиф Старюк
  - Григорий Козлов
  - Татьяна Фёдорова
  - Рената Миренкова
  - Николай Фёдоров
  - Лев Попов
  - Фёдор Хитрук
  - Константин Чикин
  - Константин Малышев

## Роли озвучивали
- Вера Попова — текст от автора
- Мария Бабанова — царица / зеркальце
- Галина Новожилова — царевна
- Алексей Консовский — королевич Елисей
- Зинаида Бокарёва — Чернавка
- Анатолий Соловьёв — 1-й богатырь
- Михаил Названов — 2-й богатырь / солнце / ветер
- Андрей Абрикосов — 3-й богатырь
- Михаил Трояновский — 4-й богатырь
- Николай Литвинов — 5-й богатырь / 7-й богатырь
- Михаил Царёв — 6-й богатырь
- Валентина Сперантова — месяц

## Мультфильмы по сказкам А. С. Пушкина
- 1950 — «Сказка о рыбаке и рыбке»
- 1951 — «Сказка о мёртвой царевне и о семи богатырях»
- 1967 — «Сказка о золотом петушке»
- 1973 — «Сказка о попе и о работнике его Балде»
- 1984 — «Сказка о царе Салтане»

## Отзывы
В следующих своих фильмах — «Сказка о мёртвой царевне и о семи богатырях» (1951) по Пушкину, «Снегурочка» (1952), полнометражной рисованной картине по пьесе Островского, с использованием музыки Римского-Корсакова, «Двенадцать месяцев» (1956) по Маршаку — режиссёр Иванов-Вано продолжает искать воплощение своих замыслов в сочетании тем, образов, языка, стиля большой литературы с изобразительной и музыкальной драматургией, лежащей в основе сказочной мультипликационной фантастики. При этом важно отметить, что гармоничное сложение трёх потоков — традиционных национально-изобразительных мотивов, классической музыки и литературы — как бы помножено на современное мировосприятие художника, на гражданственность и гуманизм, составляющие суть его творческой позиции.— Асенин С. В.

На протяжении нескольких десятилетий неустанно разрабатывает Иванов-Вано великолепный, сверкающий и неистощимый пласт русской сказки. Сказки народной и сказки литературной, близкой по духу народной… В «Сказке о царе Дурандае» мы находим как бы запев русской темы Иванова-Вано. Темы, которой так или иначе не минует большинство его фильмов. Она прозвучит в коротенькой «Зимней сказке» — поэтической фантазии, сотканной из снега и наивных волшебств рождественского леса, положенных на музыку П. И. Чайковского; блёстками засверкает в «Коньке-Горбунке», триумфально обошедшем весь мир; в той или иной мере отразится в «Гусях-лебедях», в «Сказке о мёртвой царевне и о семи богатырях», в «Снегурочке» и в «Двенадцати месяцах»…— Абрамова Н.